# Приморские Альпы (департамент)
Примо́рские А́льпы (фр. Alpes-Maritimes, окс. Aups Maritims) — департамент на юго-востоке Франции, один из департаментов региона Прованс — Альпы — Лазурный Берег. Порядковый номер — 06. Административный центр — Ницца. Население — 1 094 579 человек (19-е место среди департаментов, данные 2010 года).

## География
Площадь территории — 4299 км². Через департамент протекает множество рек, в том числе Вар, Бандоль, Буйонн, Бурду.

## История
Уже в античную эпоху существовала римская провинция с названием Приморские Альпы. Одноимённый департамент существовал во Франции с 1793 по 1815 годы, но его границы не совпадали с границами нынешнего департамента, оформившимися лишь в 1947 году.

## Административно-территориальное деление
Департамент включает 2 округа, 52 кантона и 163 коммуны.